# 九七式印字機
九七式印字機（きゅうななしきいんじき）は、機械式暗号の一種であり、日本陸軍の電動機械式暗号機、機密兵器通信機材九七式印字機のことである。九二式印字機の後継機種として高等司令部間の通信に用いた。
海軍の九七式印字機、および外務省の“九七式欧文印字機”については、次の各項目を参照のこと。
- 九七式印字機一･二型（海軍・艦載用）→ ジェイド暗号
- 九七式印字機三型（海軍・武官用）→ コーラル暗号
- 九七式欧文印字機（外務省・正式名称:暗号機B型）→ パープル暗号

これらおよびその他の日本の暗号機全体については、日本の機械式暗号を参照のこと。

## 概要
日本陸軍の九七式印字機について、概要を示す。
- 九七式印字機は本体と整流器（交流100V - 直流24V）、蓄電池および他の付属品から構成される。
- 本体は打鍵盤、作動機、印字機、筐体、台板から構成され、自重は約42kg。
- 鍵文字を4つの鍵輪に設定し、平文を打鍵すると暗号文が印字される。
- 入出力文字は打鍵部の外観から判断して仮名文字である。
- 外務省や海軍の九七式と異なり、プラグボードが存在しない。
- 換字機構はエニグマ暗号機と同様の鼓胴式である。
- 九二式と同様に、陸軍は九七式に全幅の信頼は置いていなかった。

## 歴史
- 1932年（昭和7年）
  - 九二式印字機を制式化。参謀本部と朝鮮軍、関東軍、台湾軍等の通信に使用。
殆ど配線が固定式であり重要電報には使用されなかった。
- 1935年（昭和10年）
  - 5月、九七式の試製に着手。
  - 12月、試製が完了する。
- 1936年（昭和11年）
  - 1月、九七式を陸軍技術本部内にて機能試験を開始。
  - 5月、特別陣地攻防演習にて電信第一連隊が実用試験を行う。
  - 10月、参謀本部にて実用試験を開始。
- 1937年（昭和12年）
  - 4月、九七式を設計改良を開始。
  - 9月、改修が完了。
- 1940年（昭和15年）
  - 4月、陸軍技術本部所有の九二式印字機を九七式に改造もしくは破棄した。
- 1945年（昭和20年）
  - 8月、九七式を改良した一式一号印字機を使用開始。
仮名及び数字を二数字に暗号化。乱数作成用として全軍に配布した。

## 暗号機開発に係わった民間人
昭和20年当時、第五陸軍技術研究所では「暗号機及暗号解読機ノ研究」として民間研究者を研究嘱託とした（括弧内は嘱託任命年）
- 東京工業大学: 渡辺孫一郎（昭和18年）
- 東北帝国大学: 泉信一（昭和18年）、岡田幸雄（昭和18年）
- 名古屋帝国大学: 黒田成勝（昭和18年）、中山正（昭和19年）、伊藤清（昭和19年）
- 東京芝浦電気株式会社通信機製造課: 小宮勇蔵（昭和18年）
- 三菱重工株式会社: 木暮清雄（昭和13年）
- 日本タイプライター株式会社（現・キヤノンエコロジーインダストリー）: 針生清武（昭和15年）